# الأكاديمية الإسرائيلية للسينما والتلفزيون
الأكاديمية الإسرائيلية للسينما والتلفزيون هي منظمة غير ربحية تعمل في مجالات السينما والتلفزيون في إسرائيل. وهي الأكاديمية الإسرائيلية المعادلة لأكاديمية فنون وعلوم التلفزيون ومقرها الولايات المتحدة. تأسست في عام 1990 واعتبارًا من عام 2012 تضم 750 عضوًا. يضم مجلس إدارة المنظمة ممثلين عن صانعي المحتوى السينمائي والتلفزيوني وممثلي السلطات المحلية والشخصيات العامة. اعتبارًا من عام 2012، يترأس مجلس الإدارة المنتج إيتان إيفان ويضم 22 عضوًا. تمنح الأكاديمية كل عام جائزة أكاديمية السينما الإسرائيلية (جائزة أوفير) للأفلام الإسرائيلية المتميزة. منذ عام 2003، وفي ضوء التقدم الذي أحرزته صناعة التلفزيون في إسرائيل، أضافت الأكاديمية حفل منفصل في عالم الإبداع في التلفزيون.